# Бонвиль (округ)
Бонвиль (фр. Bonneville) — округ (фр. Arrondissement) во Франции, один из округов в регионе Рона-Альпы. Департамент округа — Верхняя Савойя. Супрефектура — Бонвиль.
Население округа на 2006 год составляло 173 495 человек. Плотность населения составляет 111 чел./км². Площадь округа составляет всего 1558 км².